# Grote papierschelp
De grote papierschelp (Thracia pubescens) is een tweekleppigensoort uit de familie van de Thraciidae. De wetenschappelijke naam van de soort werd in 1799, als Mya pubescens, voor het eerst geldig gepubliceerd door Pulteney.

## Kenmerken
De eivormige schaal grote papierschelp is langwerpig, transversaal, gelijkzijdig, ongelijk en enigszins opgeblazen. De schelp is wit van kleur, bedekt met een strogele opperhuis, en gemarkeerd met onregelmatige en min of meer talrijke strepen van verhoging. De lengte van de schelp is maximaal 95 millimeter, de hoogte tot 70 millimeter. De dieren leven vrij diep ingegraven, min of meer horizontaal in de zeebodem, met de rechterklep boven. Het zijn filteraars die detritus en fytoplankton uit het water zeven. De soort is vermoedelijk hermafrodiet, waarbij de eieren worden uitgebroed in de mantelholte.

## Verspreiding
De grote papierschelp wordt gevonden in de Noord-Atlantische Oceaan, voor de kust van Spanje, de Azoren en de Canarische Eilanden en West-Afrika. Het wordt wijd verspreid langs de kusten van Groot-Brittannië en Ierland, waar het zich ingraaft in zanderige of modderige ondergronden en zijn sifo naar de oppervlakte uitstrekt om te ademen en te eten. Het wordt ook gevonden in de Middellandse Zee (Griekenland, Italië). Is zeldzaam in de Noordzee